# سیسپونی
سیسپونی (به لاتین: Sispony) یک روستا در آندورا با جمعیت ۱٬۰۸۱ نفر است که در لا ماسانا واقع شده‌است.